# 籮 (單位)
籮為量词，即數字144（12打）的另一種表示法，通常用於商业领域。
舉例來說，「1籮雞蛋」就是指「144顆雞蛋」，「2籮雞蛋」等於「288顆雞蛋」，將「籮」置換為144後再做乘法運算即可得知正確的數量。

## 大籮
「大籮」（英語：great gross）為數字1728（12籮、144打）的另一種表示法，也是一種單位，通常用於十二進位。
舉例來說，「1大籮雞蛋」就是指「12籮雞蛋」即「144打雞蛋」即「1728顆雞蛋」，「2大籮雞蛋」等於「24籮雞蛋」即「288打雞蛋」即「3456顆雞蛋」，將「大籮」置換為1728後再做乘法運算即可得知正確的數量。